# روبین ۵۱۸۳
سیارک ۵۱۸۳ (به انگلیسی: 5183 Robyn، نامگذاری:1990OA1) پنج هزار و صد و هشتاد و سومین سیارک کشف شده‌است که در ۲۲ ژوئیه ۱۹۹۰ کشف شد.
قدر مطلق سیارک برابر ۱۱٫۹۰ است.